# Molen van Vledder
De Molen van Vledder is een kleine korenmolen in het Drentse Vledder.
De molen werd in 1968 gebouwd met gebruikmaking van gesloopte molens uit de Groningse dorpen Kantens en Vierverlaten. De molen werd opgebouwd ter hoogte van de plaats waar tot 1936 ook een korenmolen stond. Alhoewel de molen met een koppel maalstenen is uitgerust, doet hij dienst als woning. Het wiekenkruis van de molen heeft roeden met een lengte van 11,20 meter en is oudhollands opgehekt. De particuliere molen draait regelmatig, maar is niet te bezichtigen. De molen is naamloos, maar wordt over het algemeen als de Molen van Vledder of als "De Poffert" aangeduid.